# Station Malichy
Station Malichy is een spoorwegstation in de Poolse plaats Pruszków.